# Hedley (Colombie-Britannique)
Pour les articles homonymes, voir Hedley (homonymie).
Hedley est une ville canadienne située sur le cours de la rivière Similkameen dans la Vallée de l'Okanagan en Colombie-Britannique, appelée ainsi en hommage à Robert R. Hedley, le directeur de Hall Smelter dans la ville de Nelson.

## Situation
Hedley est au pied de la Nickel Plate Mountain dans le Similkameen. La ville avait une population d'environ 400 personnes en 2005. Au début des années 1900, la population d'Hedley a culminé à plus de 1 000 personnes, essentiellement en raison de l'industrie minière d'or. Les musées d'Hedley et de Mascot Mine donne accès à des objets fabriqués et les photographies à partir de cette période.
Princeton est la ville avoisinant la plus proche, environ à 38 km à l'ouest sur l'autoroute Crowsnest. La communauté la plus proche, qui est à l'est, est Keremeos, à environ 29 km de distance.

## Divers
Le groupe canadien « Hedley » a choisi de prendre le nom de la ville après avoir appris qu'elle était à vendre pour 346 000 $.
Le film de Burt Reynolds Malone (1983) a été tourné dans la ville.